# OpenBIOS
OpenBIOS ist eine freie, portable Implementierung des Open-Firmware-Standards für Firmware, die unter den Bedingungen der GNU General Public License lizenziert ist. OpenBIOS kann derzeit im Zusammenspiel mit coreboot auf Intel-kompatiblen Systemen sowie als Firmware der SPARC-Emulation in QEMU genutzt werden.

## Einsatz auf Intel-kompatiblen Systemen
Auf Intel-kompatiblen Systemen kann OpenBIOS im Zusammenspiel mit coreboot eingesetzt werden. coreboot initialisiert die Hardware und übergibt dann die Kontrolle an OpenBIOS, das eine Open-Firmware-Umgebung anbietet, mit der der weitere Startvorgang gesteuert werden kann.
Die Nutzung dieser Kombination ist problematisch, da es keinen offiziellen Standard für Open Firmware auf der IA32-Plattform gibt und dementsprechend die Unterstützung der Open-Firmware-Schnittstellen durch die zu ladenden Betriebssysteme nicht gegeben ist.

## Einsatz in QEMU/SPARC
OpenBIOS ist die Standardfirmware für die SPARC-Emulation der QEMU-Software und wurde an dessen Emulationsumgebung angepasst.

## Andere Open Firmware-Implementierungen
Mit der Zeit wurden weitere Open-Firmware-Implementierungen als Open Source freigegeben:
- CodeGens SmartFirmware
- Sun Microsystems OpenBOOT, im Rahmen der Veröffentlichung von Sun4v (UltraSPARC T1, bzw. „Niagara“)
- Firmworks OpenFirmware im Rahmen des 100-Dollar-Laptop-Projekts

Alle drei Implementierungen wurden unter der BSD-Lizenz veröffentlicht und haben im Gegensatz zu OpenBIOS jahrelangen produktiven Einsatz erfahren. SmartFirmware und OpenFirmware werden vom OpenBIOS-Projekt gehostet, OpenBOOT als Kopie bereitgestellt.
Des Weiteren entwickelte IBM eine weitere Variante namens Slimline Open Firmware (SLOF).

## Open Firmware-Werkzeuge
Die zu OpenBIOS gehörenden Werkzeuge zur Bearbeitung von FCode (siehe Open Firmware) werden mittlerweile auch von anderen Open-Firmware-Entwicklern genutzt.